# Fernando Gómez
Fernando Gómez Colomer, noto solo come Fernando (Valencia, 11 settembre 1965), è un ex calciatore spagnolo.

## Carriera

### Club
Cresciuto nel Valencia, debutta in Primera División spagnola nel 1983-1984. Ben presto diventa un elemento fondamentale per la propria squadra, come testimoniano le 421 presenze in quindici stagioni, vincendo anche un Premio Don Balón come miglior giocatore della Liga nel 1989.
Nel 1998 passa al Wolverhampton in Inghilterra, per concludere la carriera l'anno successivo al Castellon.

### Nazionale
Ha totalizzato 8 presenze con la Nazionale di calcio spagnola, con cui ha partecipato al Campionato mondiale di calcio 1990.
Il suo debutto risale al 15 novembre 1989 in Spagna-Ungheria (4-0).

## Palmarès

### Club
- Segunda División: 1

Valencia: 1986-1987

### Individuale
- Scarpa d'oro del campionato del mondo Under-20: 1

URSS 1985 (3 gol)